# 萩元たけ子
萩元 たけ子（はぎもと たけこ、1900年（明治33年）2月26日 - 1981年（昭和56年）4月19日）は、日本の政治家、歌人。衆議院議員。筆名・神吉妙子。息子はテレビマンユニオンの萩元晴彦。

## 経歴
東京府出身。東京府立第一高等女学校（現東京都立白鷗高等学校・附属中学校）で学んだ。
1953年4月の第26回衆議院議員総選挙で長野県第4区から出馬した夫の萩元隼人が投票日の4日前に急死したため、身代りで立候補して最高得票で当選した。日本社会党に所属して衆議院議員を1期務めた。
また、太田水穂主宰『潮音』同人となって作歌を行い、東京家庭裁判所調停委員も務めた。

## 著書
- 神吉妙子『冬の樹 : 歌集』新星書房、1977年。